# الروح العنصرية
في الإيديولوجية النازية، روح العرق أو الروح العنصرية ( (بالألمانية: Rassenseele)‏  هي «نفسية عنصرية خيالية أكبر من أي فرد من أفراد العرق الألماني».  كان يعتقد أن العرق هو مصدر أشياء مثل العدالة والشعر. غير الآري والأعراق المختلطة ويعتقد أنها تفتقر إلى هذه الصفات. 